# Gerzino Nyamsi
Gerzino Nyamsi (* 22. Januar 1997 in Saint-Brieuc) ist ein französisch-kamerunischer Fußballspieler, der bei Lokomotive Moskau unter Vertrag steht.

## Karriere

### Verein
Nyamsi begann seine fußballerische Laufbahn 2003 bei Stade Rennes. Von Mai 2015 bis September 2017 sammelte er ausschließlich Erfahrungen in der zweiten Mannschaft des Vereins in der vierten und fünften Liga Frankreichs. Am 10. September 2017 (5. Spieltag) folgte der erste Profieinsatz über 90 Minuten gegen Olympique Marseille in der Ligue 1. Nach zwei weiteren Einsätzen wurde er für die Rückrunde der Saison 2017/18 an den Zweitligisten LB Châteauroux verliehen. Dort traf er am 34. Spieltag entscheidend und zum ersten Mal auf Profiebene gegen Chamois Niort bei einem 2:1-Sieg. Er beendete seine Leihe mit diesem einen Tor in zwölf Zweitligaeinsätzen. In der Folgespielzeit 2018/19 konnte er gegen Dynamo Kiew nicht nur in der Europa League debütieren, er konnte zudem mit seiner Mannschaft den Pokalsieg und die erneute Qualifikation für die Europa League feiern. Dabei kam er in der Saison achtmal in der Liga, zweimal im Pokal und einmal international zum Einsatz. Daraufhin spielte er wettbewerbsübergreifend in der Saison 2019/20 siebenmal für die Profis. Anfang der Spielzeit 2020/21 konnte Nyamsi bei einer knappen Niederlage gegen den FC Chelsea in der Champions League debütieren. Bei einem 5:1-Sieg am 34. Spieltag gelang ihm zudem sein erster Treffer in der Ligue 1 für Rennes. Nyamsi kam insgesamt auf 14 Liga-, zwei Champions-League- und einen Pokaleinsatz.
Daraufhin wechselte er im Sommer 2021 ligaintern zu Racing Straßburg. Ab dem fünften Spieltag, dem Zeitpunkt seines Wechsels, kam er in jedem einzelnen der 34 Ligaspiele zum Einsatz und spielte auch im Pokal einmal. In der Saison 2022/23 fiel er ein paar Male verletzungsbedingt aus und spielte so nur 20 der 38 möglichen Ligapartien, wobei er einmal traf.

### Nationalmannschaft
Nyamsi spielte im Mai und Juni 2018 dreimal für die französische U18-Nationalmannschaft.

## Erfolge
Stade Rennes
- Französischer Pokalsieger: 2019